# Retroprojetor

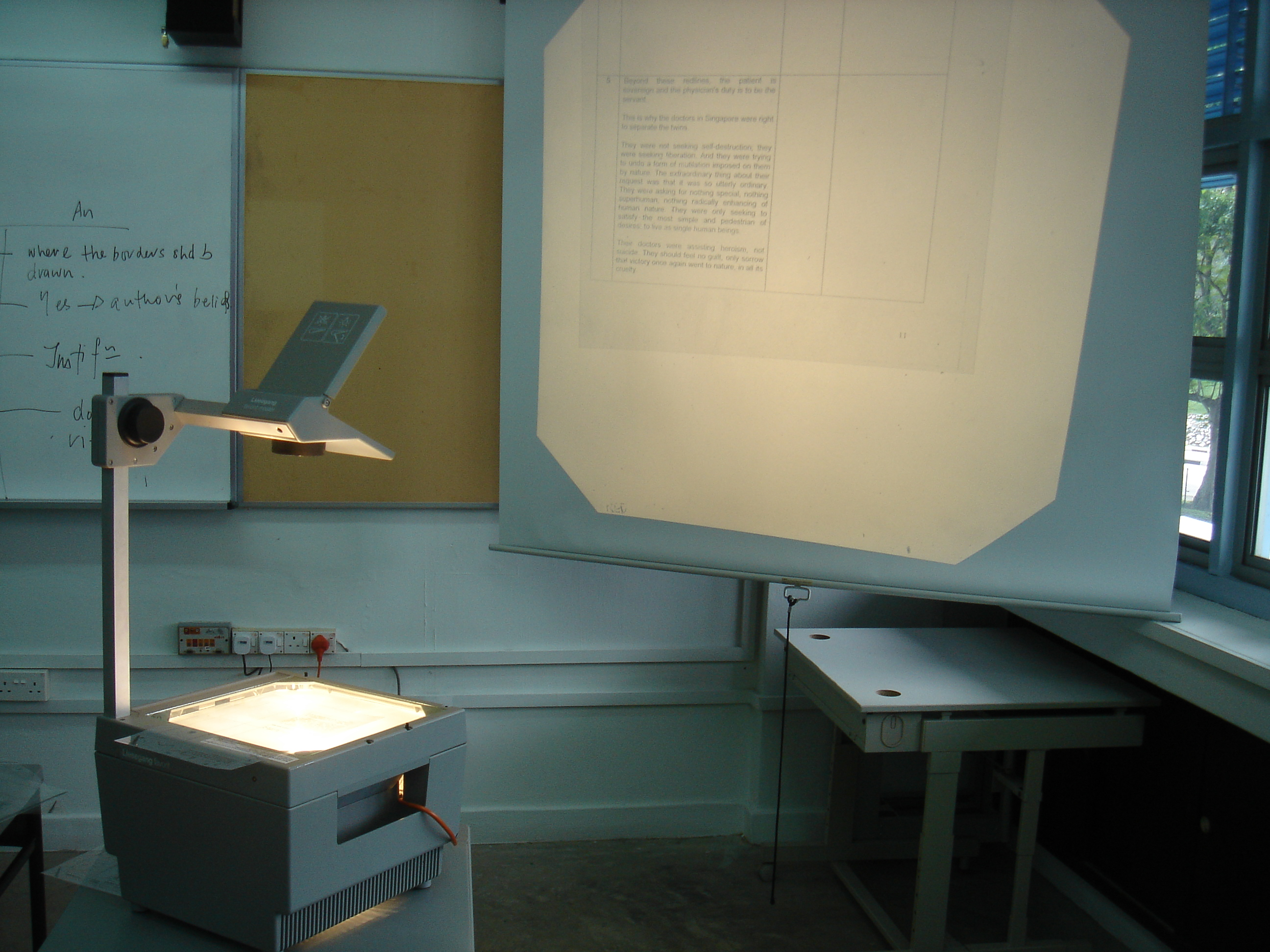
Um retroprojetor em funcionamento

Um retroprojetor é um dispositivo capaz de projetar imagens ampliadas de textos (ou fotos) sobre uma tela, ou numa parede. Estas imagens são obtidas a partir de objetos impressos em lâminas de plástico transparentes, popularmente conhecidas como transparências ou acetatos..